# ファーザー・アロング
『ファーザー・アロング』（Farther Along）は、アメリカのロックバンドThe Byrdsによる 11枚目のアルバムで、1971年11月にコロムビア・レコードからリリースされた。

## 概要
本作の大部分は、1971年7月に集中的な5日間にわたって、バーズ自身のプロデュースにより、イギリス・ロンドンでレコーディングされた。前作『バードマニア』の商業的失敗への反応として、そしてアルバムが音楽プレスから受けた批判を食い止める試みとして、実行された。
『バードマニア』は、プロデューサーのテリー・メルチャーがバンドの同意なしに、オーケストレーションを大幅にアルバムに適用したとされる。バンドはこれに不満を持っており、本作は、メルチャーのオーバーワークとして彼らが認識したことへの答えとして、また『バードマニア』よりも優れていると見なしたアルバムを制作できることを証明する試みとして意図されていた。バンドの伝記作家であるジョニー・ローガンは、バーズが『ファーザー・アロング』の計画とレコーディングを迅速に行った結果、バンド自身が不満を抱き、『バードマニア』によって与えられた評判へのダメージを元に戻すことができなかった作品をもたらしたと示唆している。
リリース時に、アルバムはビルボード・トップ LPチャートで152位に達しただけで、 UKアルバム・チャートに全く入ることは無かった。1971年11月29日にアルバムからのシングル「アメリカズ・グレート・ナショナル・パスタイム」がリリースされたが、米国または英国ではチャートにランクインしなかった。『ファーザー・アロング』は、ビルボードのアルバム・チャートでのランクインの期間が最も少ないバーズのアルバムとして、『バーズ博士とハイド氏』と肩を並べるという疑わしい名誉を持っている。加えて、これはアメリカでのバーズのキャリアの中でほぼ最低のチャート・アルバムであり、153位にランクされた『バーズ博士とハイド氏』にのみ打ち負かされた。ある意味、このアルバムはバーズの活動が終了するための大きな要素になったと言える。

## 収録曲

### Side 1
1. ティファニー クイーン (ロジャー・マッギン) – 2:40
2. ゲット・ダウン・ユア・ライン (ジーン・パーソンズ) – 3:26
3. Farther Along (トラディショナル;クラレンス・ホワイト編曲) – 2:57
4. BB Class Road (ジーン・パーソンズ、スチュアート・ドーソン) – 2:16
5. Bugler (ラリー・マレー) – 3:06

### Side 2
1. America's Great National Pastime (スキップ・バッティン、キム・フォーリー) – 2:57
2. Antique Sandy (Roger McGuinn、Skip Battin、Gene Parsons、Clarence White、Jimmi Seiter) – 2:13
3. Precious Kate (スキップ・バッティン、キム・フォーリー) – 2:59
4. So Fine (ジョニー・オーティス) – 2:36
5. Lazy Waters (ボブ・ラフキン) – 3:32
6. Bristol Steam Convention Blues (ジーン・パーソンズ、クラレンス・ホワイト) – 2:39

### 2000年CD再発ボーナス・トラック
1. Lost My Drivin' Wheel[注釈 1]
 (David Wiffen) – 4:56
2. Born to Rock and Roll[注釈 1] (Roger McGuinn) - 2:59
3. Bag Full of Money[注釈 1] (Roger McGuinn, Jacques Levy) - 5:58
  - Note: this song ends at 3:18; at 3:29 begins "Bristol Steam Convention Blues" [Alternate Version] (Gene Parsons, Clarence White)

## レコーディング・メンバー
このセクションのソースは次の通り： 
バーズ
- ロジャー・マッギン-ギター、ボーカル
- クラレンス・ホワイト- ギター、マンドリン、ボーカル
- スキップ・バッティン–エレクトリック・ベース、ピアノ、ボーカル
- ジーン・パーソンズ-ドラム、ギター、ハーモニカ、ペダル・スティール・ギター、バンジョー、ボーカル